# Pontus y Sidonia

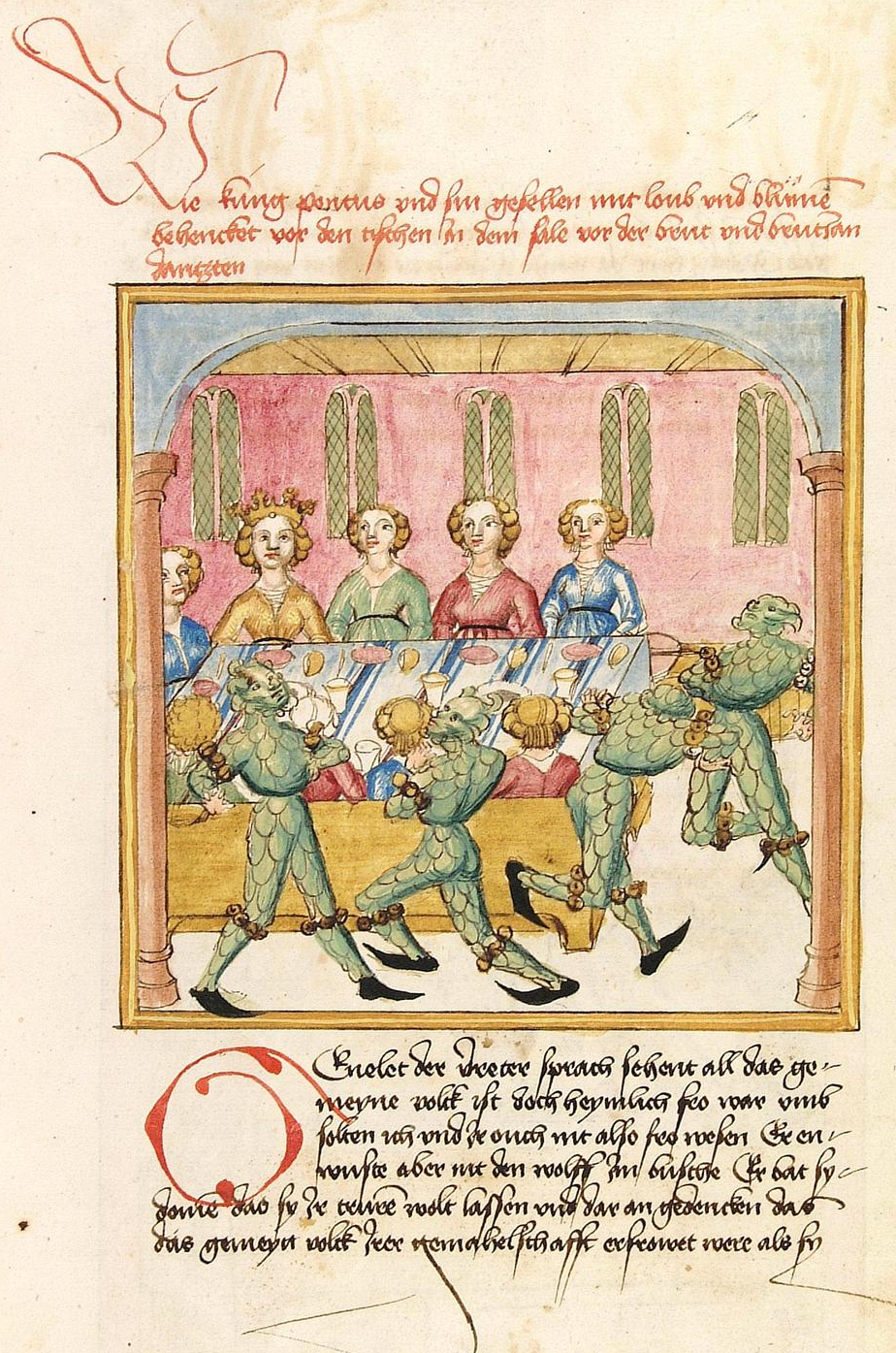
Pontus y su séquito disfrazados de hombres salvajes en la boda de Sidonia y Genelet, ilustración de un manuscrito de Margarita de Saboya en c. 1475.

Pontus y Sidonia es una novela de caballerías en prosa, compuesta originalmente en francés hacia 1400, conocida como Ponthus et la belle Sidonie, probablemente escrita por Geoffroi de La Tour Landry (- 1391), o por otro miembro de la familia de La Tour Landry.
La novela relata las aventuras de Pontus, el hijo del rey de Galicia, que se enamora de Sidonia, hija del rey de Bretaña.
El texto está asociado a los señores de La Tour, ya que proviene de los antepasados de la familia, cuyas posesiones ancestrales estaban en Bretaña, desde los miembros del linaje del príncipe Ponto.
La historia se basa en un trabajo anterior, el cantar de gesta anglonormando Horn et Rimenhild (ca. 1180).
Varias traducciones se hicieron al alto alemán medio durante el siglo XV (es decir, en el período correspondiente a la fase final del alto alemán medio o de la fase de formación del idioma alemán moderno). 
Hay una versión que se conservó en alemánico, posiblemente escrita en la Antigua Confederación Suiza entre 1440 y 1460, y otra versión en lengua franconia,  probablemente escrita en la región de Tréveris. Otra traducción de la versión francesa fue realizada por Eleanor, archiduquesa de Austria (1433-1480).
La traducción posterior medieval holandés Die historie van Ponthus ende die schoone Sidonie se conservó en una edición impresa por Niclaes vanden Wouwere, en Amberes 1564.